# Groß Jauer (Altdöbern)
Groß Jauer (niedersorbisch Jawora) war ein Ortsteil der Gemeinde Altdöbern im heutigen Landkreis Oberspreewald-Lausitz. Der Ort wurde 1985/86 zugunsten des Braunkohletagebau Greifenhain abgebrochen, 54 Einwohner mussten umgesiedelt werden.

## Lage
Groß Jauer lag in der Niederlausitz zwischen den Städten Altdöbern im Westen und Drebkau im Osten. Das Ortsgebiet wurde in den Jahren 1985 bis 1986 durch den Tagebau Greifenhain zugunsten der Braunkohlegewinnung abgebrochen.

## Geschichte
Groß Jauer wurde im Jahr 1377 erstmals urkundlich erwähnt. Damals lautete der Ortsname yawer, im Jahr 1598 wurde das Dorf als großen Jauerke erwähnt. Der Ortsname stammt aus der slawischen Sprache und bedeutet „Ort an dem Ahorn wächst“.
Nach dem Wiener Kongress kam Groß Jauer mit der gesamten Niederlausitz an das Königreich Preußen. Am 1. Januar 1926 wurde Groß Jauer nach Altdöbern eingemeindet. Am 25. Juli 1952 wurde die Gemeinde Altdöbern, und damit auch Groß Jauer, ein Teil des neu gebildeten Kreis Calau im Bezirk Cottbus.
In Groß Jauer befand sich ein Gutshaus.
Im Jahr 1984 wurden die verbliebenen Einwohner von Groß Jauer umgesiedelt. Von 1985 bis 1986 wurde Groß Jauer zugunsten des Tagebau Greifenhain komplett abgebaggert. Am 15. April 2008 wurde nahe dem ehemaligen Ortsgebiet der Aussichtspunkt Randriegel eingeweiht. In der Jauerschen Straße in Altdöbern erinnert eine Gedenktafel an den Ort. Die Gemarkung von Groß Jauer liegt heute im Altdöberner See.

## Nachweise
1. ↑  Groß Jauer/Jawora im Archiv verschwundener Orte. In: archiv-verschwundene-orte.de. Abgerufen am 1. April 2017.
2. ↑  Seit 50 Jahren geht es im Park geordnet zu. In: lr-online.de. Lausitzer Rundschau, 28. Dezember 2007, abgerufen am 1. April 2017.
3. ↑  Reinhard E. Fischer: Die Ortsnamen der Länder Brandenburg und Berlin. Alter – Herkunft – Bedeutung. be.bra Wissenschaft, Berlin 2005, S. 83 (eingeschränkte Vorschau in der Google-Buchsuche).
4. ↑  Groß Jauer in der Datenbank des Vereins für Computergenealogie. Abgerufen am 1. April 2017.
5. ↑  Erinnerungsorte: Erinnerungsstätte für Groß Jauer. In: archiv-verschwundene-orte.de. Abgerufen am 1. April 2017.